# Nenad Adamović
Nenad Adamović (in serbo Ненад Адамовић?; Topola, 12 gennaio 1989) è un calciatore serbo, centrocampista del Bežanija.